# Голашовиці
Голашовиці (чеськ. Holašovice) — зразок традиційного центральноєвропейського села. Розташовані за 15 км на захід від Чеських Будейовиць, в однойменній громаді Південночеського краю. У селі представлені сільські будинки XVIII — XIX століття в стилі, відомому як «південно-чеське народне бароко». У 1998 році село визнали пам'яткою Всесвітньої спадщини Організація Об'єднаних Націй з питань освіти, науки і культури у Списку об'єктів Всесвітньої спадщини ЮНЕСКО в Чехії.

## Історія
У писемних джерелах Голашовиці вперше згадують у 1263 році у. У 1291 році король Чехії Вацлав II передав Голешовиці (разом з іншими) цистерціанському монастирю у Вішші-Броді (район Ческі-Крумлов]]). Село залишалося в монастирській власності до 1848 року

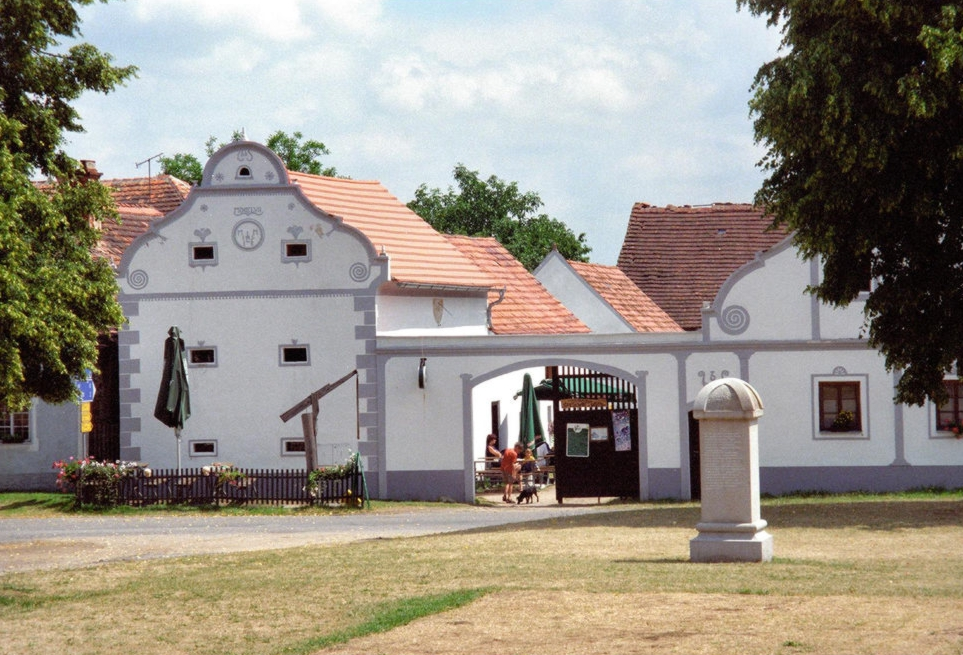
Голашовиці.

Між 1520 і 1525 роками населення Голашовиць було повністю знищено епідемією бубонної чуми. На згадку про цю подію в північній частині поселення було встановлено чумний стовп. Згідно монастирських записів, з усіх жителів вціліли лише дві особи. До 1530 року у Голашовиці починають заселяти переселенці з Австрії і Баварії, у результаті чого село стало німецькомовним в чеськомовній країні: до 1895 року в Голашовицях налічувалося 157 жителів німецького етнічного походження і 19 чеського.

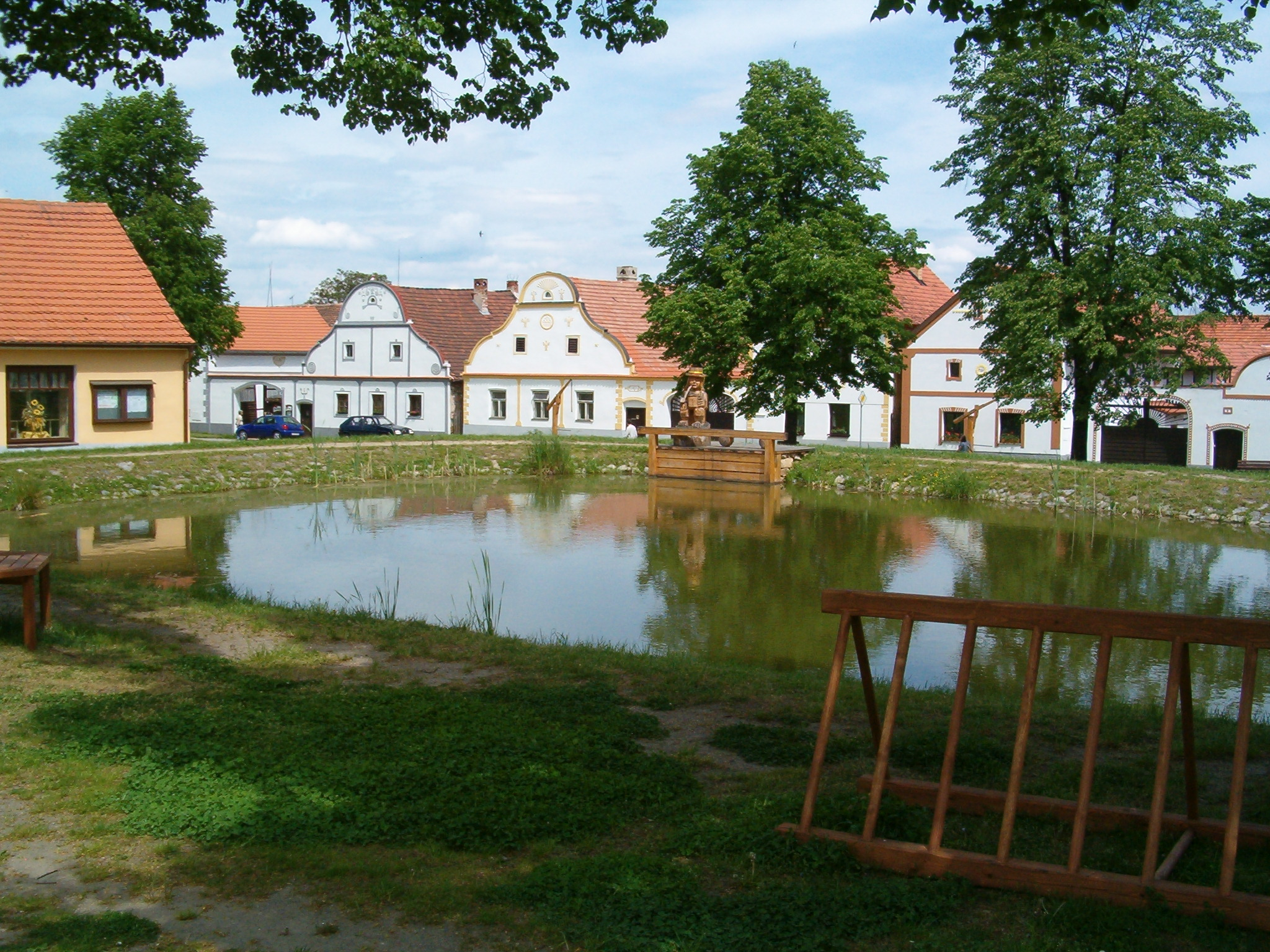
Голашовице.

Після Другої світової війни будинки і ферми в Голашовицях прийшли в занепад, а в утвореній Чехословацької Соціалістичної Республіці взагалі були занедбані. З 1990 року село було відновлене і заселене. Нині тут налічують близько 140 жителів.

## Особливості
У Голашовицях є типова для південночеських сіл площа, оточена кам'яними дворами, 28 будинків однакової концепції початку і середини XIX століття. У центрі прямокутної площі (у довжину близько 200 м, завширшки 70 м) розташований невеликий ставок. Дана площа являє собою один з найбільш збережених комплексів народної архітектури сільських будівель.